# Scary Movie 2
Scary Movie 2 är en amerikansk komedifilm från 2001 i regi av Keenen Ivory Wayans. De filmer som parodieras i Scary Movie 2 är Exorcisten, Poltergeist och The Haunting. Även Charlies änglar parodieras i en scen.

## Handling
Ett år efter händelserna i Scary Movie är Brenda, Ray, Cindy och Shorty på college och försöker glömma vad som hände på förra årets Halloween.
Men när den ondskefulla läraren Oldman (Tim Curry) föreslår att de ska undersöka det så kallade Hell House, flyter snart spyor, blod och var i stora mängder. Huset är fullt av hemligheter och vännerna gör allt för att avslöja dem. Oavsett hur skvättande och ofräscha de är.

## Filmer i serien
- Scary Movie (2000)
- Scary Movie 2 (2001)
- Scary Movie 3 (2003)
- Scary Movie 4 (2006)
- Scary Movie 5 (2011)

## Rollista (urval)
- Anna Faris - Cindy Campbell
- Marlon Wayans - Shorty Meeks
- James DeBello - Tommy
- Shawn Wayans - Ray Wilkins
- David Cross - Dwight Hartman
- Regina Hall - Brenda Meeks
- Christopher Masterson - Buddy
- Tim Curry - professor Oldman
- Kathleen Robertson - Theo
- Chris Elliott - Hanson
- James Woods - Fader McFeely
- Tori Spelling - Alex Monday
- Natasha Lyonne - Megan Voorhees